# Sərxanlı
Sərxanlı è un comune dell'Azerbaigian situato nel distretto di Şərur.